# Ventilateur grand volume et à faible régime
Pour un article plus général, voir Ventilateur de plafond.

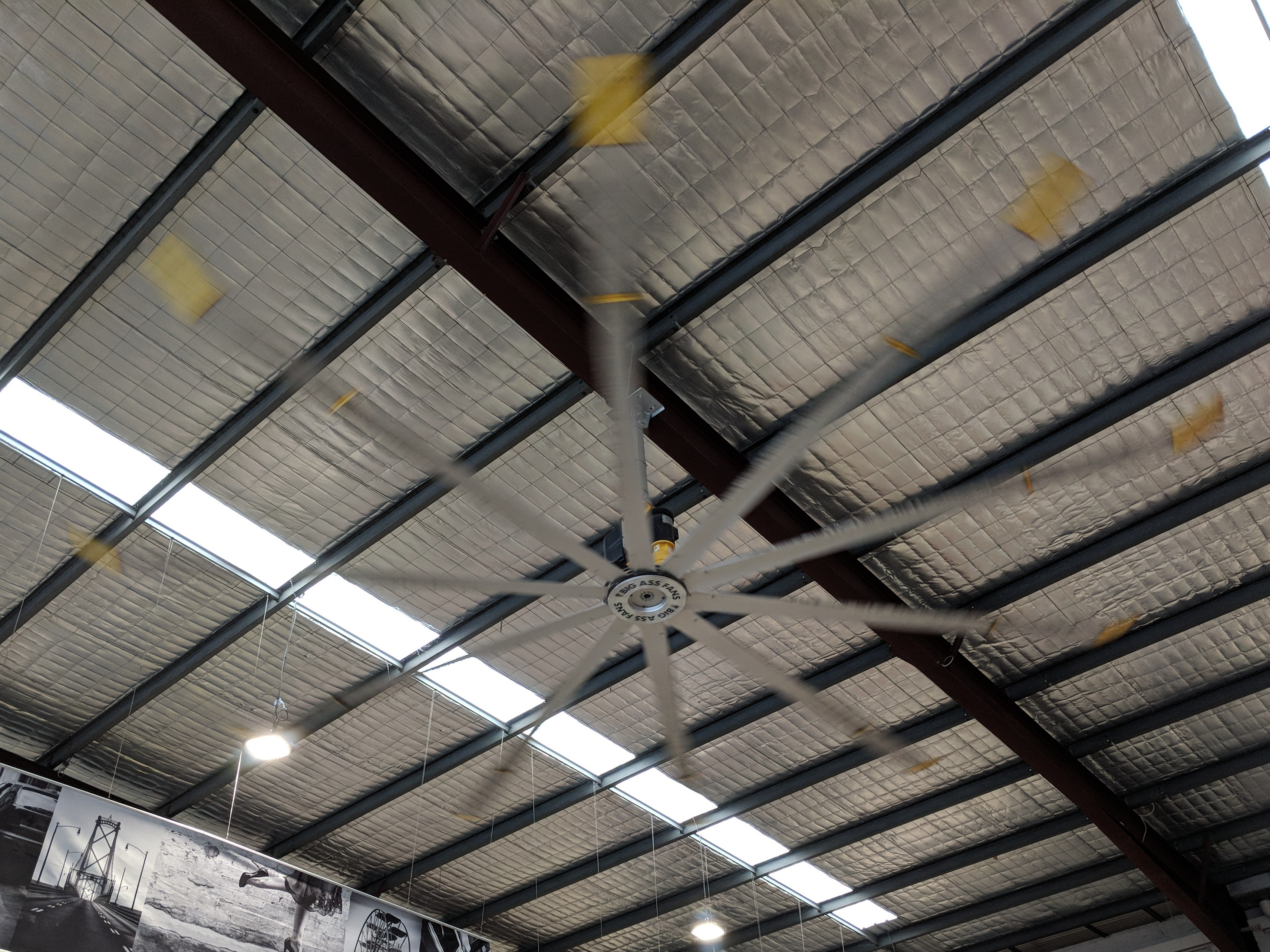
Ventilateur à haut volume et à basse vitesse dans un magasin de Sydney.

Un ventilateur grand volume et à faible régime (GVFR), en anglais : high-volume low-speed fan ou HVLS, est un type de ventilateur de plafond de plus de deux mètres de diamètre qui distribue un débit d'air élevé à faible vitesse de rotation.  
Les applications typiques de ces ventilateurs de plafond se répartissent entre agriculture, industrie et tertiaire (entrepôts logistiques, centre commerciaux, aérogares, amphithéâtres, centres d'entraînement physique, lieux de culte, etc.). 
Les ventilateurs installés dans des espaces tels que les entrepôts, les granges, les hangars et les hypermarchés améliorent le confort thermique des personnels et leur productivité. Ces ventilateurs sont également utilisés dans les espaces tertiaires en couplage avec la climatisation ou le chauffage. En déstratifiant l'air, ils contribuent à la fois au confort des personnes, et permettent de limiter les consommations d'énergie. 

## Histoire
À la fin des années 1990, William Fairbank, professeur à l'université de Californie à Riverside, et Walter K. Boyd, fondateur de MacroAir Technologies, ont inventé et breveté un nouveau type de ventilateur de plafond. Son appellation a tout d'abord été High-Volume, Large-Diameter ou HVLD. Ce type de ventilateur a été développé à l'origine pour des applications agricoles, de sorte que les premières recherches se sont concentrées sur les avantages des ventilateurs de ce type sur la production laitière,,.
En quelques années, les ventilateurs grand volume faible régime ont conquis de nouvelles clientèles, et sont maintenant largement présents dans l'industrie et le tertiaire.

## Fonctionnement
L'air chaud est moins dense que l'air froid, ce qui fait que l'air chaud monte naturellement au niveau du plafond par convection. En l'absence de courant d'air, des couches de température constante se forment, les plus froides en bas et les plus chaudes en haut. C'est ce qu'on appelle la stratification. Dans le cylindre à la verticale des pales, les ventilateurs grand volume faible régime vont déstratifier l'air en homogénéisant les températures entre le plafond et le plancher. Ce mélange complet des différentes couches d'air dans le volume traité permet de réduire la perte de chaleur à travers la toiture, ainsi que la consommation d'énergie du bâtiment.  
Les ventilateurs grand volume faible régime professionnels se distinguent des ventilateurs de plafond des particuliers par leur diamètre, leur vitesse de rotation et leurs performances. Par ailleurs, alors que certains ventilateurs utilisent des pales classiques pour déplacer l'air, d'autres ont fait l'objet d'études pour les rendre plus efficaces, utilisant notamment des profils aérodynamiques.

## Différences entre grands et petits ventilateurs
Les grandes colonnes d'air générées par les ventilateurs grands volumes se déplacent bien mieux que l'air plus turbulent et plus rapide provenant de ventilateurs plus petits, en raison du frottement de l'air et de la dynamique des fluides. En effet, l’air à grande vitesse projeté à la verticale d’un petit ventilateur perd rapidement son énergie en raison du frottement avec les couches latérales d’air, qui restent stationnaires.
Des colonnes d'air plus grandes et plus lentes subissent beaucoup moins de frottement, ce qui entraîne de substantielles économies d'énergie. En fait, la puissance nécessaire pour entraîner un ventilateur est proportionnelle au cube du débit d'air circulant dans le ventilateur. Ainsi, un ventilateur qui envoie de l'air à 3 m/s nécessite 64 fois plus d'énergie qu'un ventilateur déplaçant de l'air à 0,8 m/s.

## Principe de refroidissement
Le mouvement de l'air améliore nettement le confort thermique dans des environnements tempérés à chauds. Cela s'explique par le fait que quand les températures de l'air dépassent 23 °C, le corps a besoin de perdre de la chaleur pour maintenir sa température interne constante[réf. souhaitée]. Une augmentation de la vitesse d'air augmente la perte de chaleur par convection et par évaporation de la transpiration, permettant ainsi à l'occupant de se sentir à l'aise sans modifier la température nominale de l'air.
Contrairement aux climatiseurs, qui refroidissent les pièces, les ventilateurs refroidissent les personnes. Cela facilite un transfert de chaleur plus efficace, privilégiant le refroidissement de l'occupant à celui du volume concerné,,. Dans les applications industrielles, les systèmes CVC sont souvent d'un coût prohibitif ou peu pratiques, et ne sont généralement utilisés que pour les entrepôts réfrigérés ou la fabrication d'aliments réfrigérés ou surgelés.